# Moji x Sboy
Moji x Sboy est un groupe de rap belge composé de deux amis amis d'enfance: Moji et Sboy, originaires de Liège en Wallonie.

## Biographie

### Enfances, jeunesses et formations
Moji et Sboy sont deux amis d'enfance qui se connaissent depuis l'école maternelle.
Moji est titulaire d'un bachelier en gestion hôtelière et Sboy obtient son Master en ingénieur civil en informatique à l'Université de Liège en 2024,.

### Carrière musicale

#### Débuts de Moji x Sboy (2019)
En 2019, Moji et Sboy forment leur duo et attirent l'attention grâce à leur participation au compte Instagram 1minute2rap. Leur freestyle attire des milliers de fans et lance leur carrière. L'un de leurs premiers morceaux, Regarde-moi, cumul aujourd'hui plusieurs millions d'écoutes Spotify et de vues sur YouTube,. Ce succès sur les réseaux sociaux leur permet de se produire en concerts et d'obtenir une prestation au festival Les Ardentes,.

#### Ma GoetTemps d'aime(2019-2021)
En fin d’année 2019, le duo dévoile le single Ma Go, véritable tournant dans leur carrière. Ce titre, sans même avoir de clip, atteint des dizaines de millions de streams Spotify et YouTube, décrochant un single d’or en 2021 et un single de platine en 2024. À travers des morceaux introspectifs portés par des sonorités lo-fi et des thèmes romantiques, Moji x Sboy renforcent leur fanbase.
En juin 2021, le duo sort sa première mixtape, Temps d’aime, composé de 12 titres. Ils invitent des artistes tels que Luv Resvalet Geeeko, et affinent leur musique romantique et introspective. Cet album consolide leur position sur la scène musicale, mais reste fidèle à leurs débuts mélodieux et lo-fi,.

#### Elle pleure en hiver, La Fin de l'histoire, La lune à décrocheretAutomne(2022)
En 2022, Moji & Sboy amorcent une transformation musicale. À travers un EP trois titres, nommé Elle pleure en hiver, ils s’essayent à des productions plus complexes et explorent de nouvelles textures vocales. Le titre Flowers marque cette évolution, combinant leurs thèmes émotionnels habituels avec des sonorités électroniques et des basses plus vives
Le 5 mai 2023, Moji & Sboy dévoilent La Fin de l’histoire, marquant une rupture claire avec leur style initial. Avec des productions trap modernes, des basses saturées et des placements techniques, ce morceau s’éloigne des guitares et des mélodies douces qui ont forgé leur succès. La Lune à décrocher, sorti le 24 mars 2023, s'inscrit également dans cette même évolution stylistique, offrant une sonorité similaire à celle de La Fin de l’histoire,. Les deux morceaux marquent un tournant dans leur parcours, mais le duo réussit à préserver sa fanbase grâce à une transition maîtrisée.
En 2023, sort un EP de 8 titres, Automne, il marque l'évolution musicale de Moji x Sboy. L'EP mélange des influences variées, notamment de la DMV, et met en avant des collaborations avec des producteurs comme Lil Chick et Myth Syzer. Le projet se distingue par sa diversité et son ambiance unique, tout en consolidant leur identité visuelle grâce à l'artiste Samuel Lemba et le réalisateur Arno Antton.

## Style
Le groupe Moji x Sboy adopte un style de rap émotionnel, souvent qualifié de rap emo, caractérisé par un mélange d'émotion et de mélodie dans leurs compositions. Leur musique se distingue par une grande diversité sonore, intégrant des influences pop, trap, et parfois même rock. Ce mélange leur permet d’explorer des thèmes personnels et introspectifs tels que leurs peines amoureuses, tout en conservant une approche musicale accessible et variée.
Le groupe Moji x Sboy, ont un style de rap emo, Il chante un rap qui mélange émotion et mélodie. Il varie leurs chansons avec des sonorités pop, trap ou encore rock

## Discographie

### Apparitions
2023 : Lithium avec Waxx, C.Cole & Moji x Sboy - Last Night (sur l'album Lithium)